# Jacqueline Ceballos
Jacqueline "Jacqui" Michot Ceballos, née le 8 septembre 1925, est une militante féministe américaine. Elle fut présidente de la section new-yorkaise de l'Organisation Nationale des Femmes et fondatrice de l'organisation des Veteran Feminists of America qui documente l'histoire des féministes de la seconde vague.

## Jeunesse
Jacqueline Ceballos (née Michot) est née à Mamou, Louisiane le 8 septembre 1925. Fille de Louis Michot et Adele Domas, Ceballos était la quatrième enfant d'une fratrie de sept enfants. Elle fréquente l'école publique à Lafayette et a étudié la musique au Southwestern Louisiana Institut. Après une spécialisation en voix, Ceballos a déménagé à New York pour poursuivre une carrière dans l'opéra.
En 1951 Ceballos épouse l'homme d'affaires colombien Alvaro Ceballos avec qui elle a eu quatre enfants. Après que la famille ait déménagé à Bogota en 1958, Ceballos a fondé la première compagnie d'opéra de la ville, "El Teatro Experimental de la Opera". Lors de la rupture de son mariage, Ceballos a reçu le livre 'The Feminine Mystique' de Betty Friedan, elle déclara plus tard que ce livre était à l'origine de son inspiration à l'activisme dans le mouvement féministe. Son mari l'aida à ouvrir une entreprise vestiaire à New York, qui l'a rendue capable de se séparer de lui et retourner aux États-Unis.

## Engagement
En 1967 Ceballos s'installe définitivement avec ses quatre enfants à New York, où elle a rejoint la National Organization for Women (NOW). Pendant les années suivantes, elle fait du militantisme, organise des manifestations, et devient membre du conseil d'administration du "New York chapter" de NOW.
En 1971, Ceballos a été présidente de New York NOW. Elle a participé au débat du 30 avril 1971 à la mairie intitulé  Un dialogue sur la libération de la femme avec Norman Mailer, Germaine Greer, Diana Trilling, Jacqueline Ceballos, Jill Johnston. Le débat a été enregistré et diffusé comme le film documentaire intitulé "Town Bloody Hall" de D. A. Pennebaker de 1979. Au cours du débat, Ceballos déclare que les femmes avaient le droit et le devoir "d'avoir une voix dans le changement du monde qui les change." Furieuse avec l'image des femmes dans les medias, Ceballos a décrit le portrait des femmes par les publicités comme "Elle a un orgasme chaque fois qu'elle a un sol brillant!"
Ceballos est devenu directeur régional de l'Est de NOW en 1971 et a été sa représentante à la Convention nationale démocrate de 1972. Ceballos a cofondé le Forum des femmes en 1974 et a été le premier directeur exécutif de l'organisation. Elle a par la suite été représentante de NOW à la Conférence internationale des Nations unies sur les femmes. Avec des dizaines d'autres féministes éminents, Ceballos a également participé à la National Women's Political Caucus.

## Veteran Feminists of America
En 1975, Ceballos a pris sa retraite de l'activisme publique pour démarrer une entreprise. Elle a ouvert un cabinet de relations publiques pour promouvoir des cours d'éducation féministe et elle a été porte-paroledu bureau féministe New Talent. Après la montée de l'anti-féminisme dans les années 1980, Ceballos, avec Dorothy Senerchia, Barbara Seaman et d'autres pionnières féministes a fondé les Veteran Feminists of America (VFA). Le principe fondateur de l'organisation était de préserver l'histoire du féminisme "Second Wave" ainsi que d'honorer les femmes et les hommes qui ont lancé le mouvement.

## Vie privée
À partir de 2012, Ceballos a vécu à Phoenix (Arizona) où sa fille, Michele, une danseuse, a fondé le groupe à but non lucratif OpendanceAZ pour la danse et l'éducation. Son mari, Alvaro, est mort d'Alzheimer quand il avait 92 ans, à Cucuta, Colombia.[réf. nécessaire]